# 田上台
田上台（たがみだい）は、鹿児島県鹿児島市の町丁。郵便番号は890-0036。人口は6,552人、世帯数は3,237世帯（2020年4月1日現在）。田上台一丁目から田上台四丁目まであり、田上台一丁目から田上台四丁目までの全域で住居表示を実施している。

## 地理
田上川中流域の台地上に所在する。町域の北方に田上、南方に田上町、紫原、西方に田上町・広木、東方に唐湊が接している。
町域の中心部を南北に鹿児島県道35号永吉入佐鹿児島線が通っている。全域が田上団地・前ケ迫団地・鶴留団地・丸岡団地として開発された新興住宅地である。

## 歴史
1986年（昭和61年）2月10日に田上団地地区において住居表示が実施されることとなった。これに伴い、田上団地・前ケ迫団地・鶴留団地・丸岡団地の区域にあたる区域において町域の再編が実施され、田上町の一部より「田上台一丁目」、「田上台二丁目」、「田上台三丁目」が設置され、西別府町及び田上町の一部より「田上台四丁目」が設置された。
1993年（平成5年）3月1日には唐湊地区において住居表示が実施されることとなり、鴨池町の一部及び田上町の一部が田上台一丁目に編入された（これにより鴨池町は消滅）。また、2011年（平成23年）2月14日には田上町の一部が田上台三丁目に編入された。

### 町域の変遷
| 実施後               | 実施年             | 実施前           |
| -------------------- | ------------------ | ---------------- |
| 田上台一丁目（新設） | 1986年（昭和61年） | 田上町（一部）   |
| 田上台二丁目（新設） | 1986年（昭和61年） | 田上町（一部）   |
| 田上台三丁目（新設） | 1986年（昭和61年） | 田上町（一部）   |
| 田上台四丁目（新設） | 1986年（昭和61年） | 西別府町（一部） |
| 田上台四丁目（新設） | 1986年（昭和61年） | 田上町（一部）   |
| 田上台一丁目（編入） | 1993年（平成5年）  | 田上町（一部）   |
| 田上台一丁目（編入） | 1993年（平成5年）  | 鴨池町（一部）   |
| 田上台三丁目（編入） | 2011年（平成23年） | 田上町（一部）   |

## 人口

### 丁目別
|              | 世帯数 | 人口  |
| ------------ | ------ | ----- |
| 田上台一丁目 | 749    | 1,544 |
| 田上台二丁目 | 744    | 1,486 |
| 田上台三丁目 | 944    | 1,948 |
| 田上台四丁目 | 800    | 1,574 |
| 計           | 3,237  | 6,552 |

### 国勢調査
以下の表は国勢調査による小地域集計が開始された1995年以降の人口の推移である。
| 年                 | 人口  |
| ------------------ | ----- |
| 1995年（平成7年）  | 7,238 |
| 2000年（平成12年） | 7,213 |
| 2005年（平成17年） | 6,924 |
| 2010年（平成22年） | 6,376 |
| 2015年（平成27年） | 6,540 |

## 施設

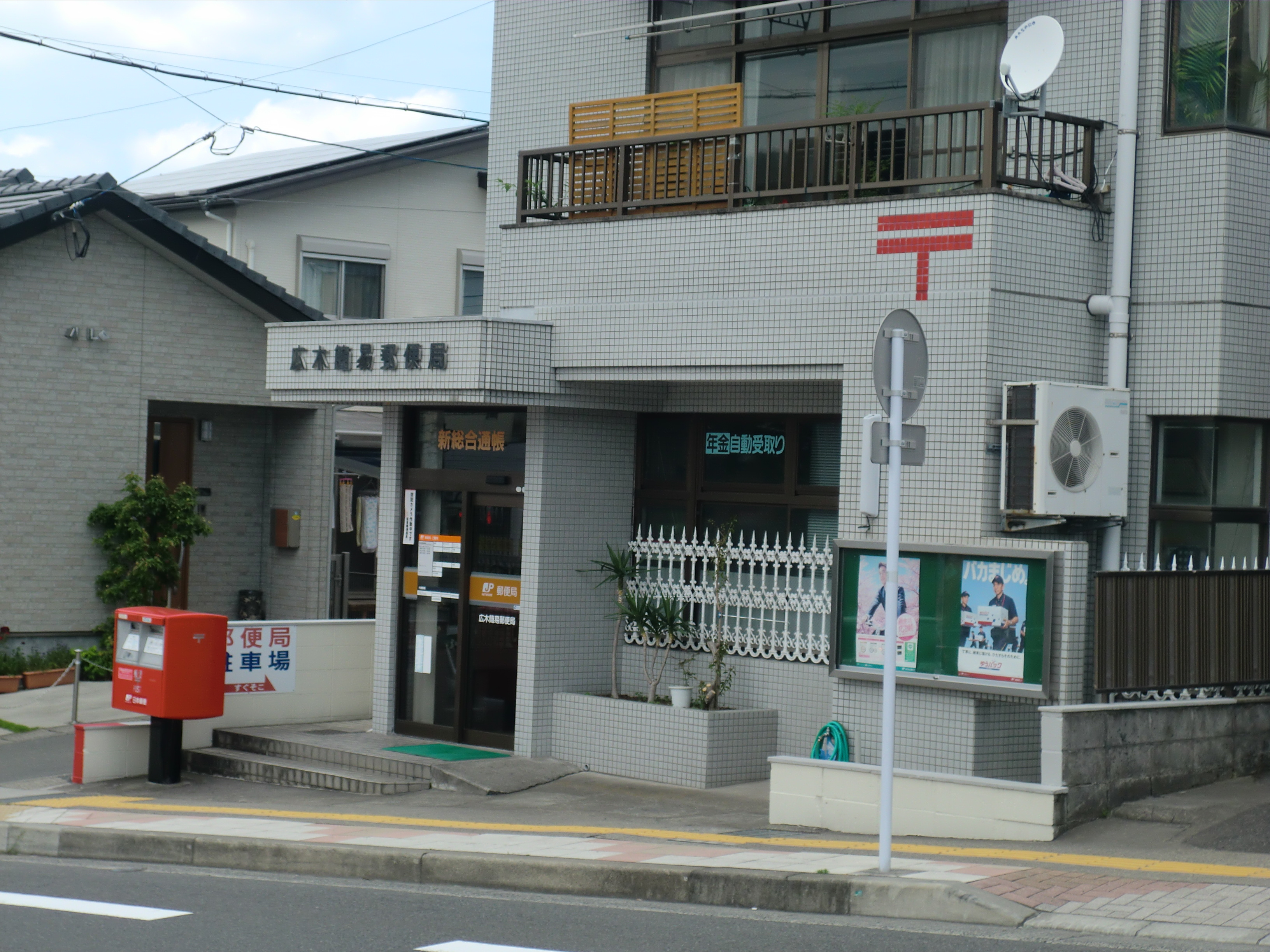
広木簡易郵便局

### 公共
- 田上台福祉館[22]
- 前ヶ迫公民館
- 西天神公民館
- 田上団地公民館

### 教育
- こだるま保育園
- たがみ台保育園

### 郵便局
- 広木簡易郵便局[23]

### 寺院
- 妙光山薩摩長谷寺

## 小・中学校の学区
市立小・中学校に通う場合、学区（校区）は以下の通りとなる。
| 町丁         | 番・番地 | 小学校               | 中学校               |
| ------------ | -------- | -------------------- | -------------------- |
| 田上台一丁目 | 全域     | 鹿児島市立広木小学校 | 鹿児島市立紫原中学校 |
| 田上台二丁目 | 全域     | 鹿児島市立広木小学校 | 鹿児島市立紫原中学校 |
| 田上台三丁目 | 全域     | 鹿児島市立広木小学校 | 鹿児島市立紫原中学校 |
| 田上台四丁目 | 全域     | 鹿児島市立広木小学校 | 鹿児島市立紫原中学校 |

## 交通

### 道路
主要地方道
- 鹿児島県道35号永吉入佐鹿児島線